# Epidemija velikih boginja u Jugoslaviji 1972.
Epidemija velikih boginja u Jugoslaviji izbila je 1972. godine, na području Kosova i Beograda. Bila je posljednja velika epidemija velikih boginja u Europi. Zbila se kada se muslimanski hodočasnik iz Prizrena vratio s hodočašća na Bliskom Istoku, gdje je došao u dodir s virusom. 
Zaraza se prenijela na 175 ljudi, od kojih je 35 umrlo. Pogođena je bila beogradska bolnica, gdje se bolesnik prvo javio kad su mu se javili simptomi. Prvotno bolest nije bila prepoznata.
Vlasti su hitno proglasile izvanredno stanje, uvele prisilnu karantenu u cijeloj državi, strogo ograničivši kretanje svim svojim stanovnicima. Provedeno je masovno cijepljenje svih stanovnika, bez ikakvih iznimaka, a u pomoć su pozvali Svjetsku zdravstvenu organizaciju i svjetski poznatog epidemiologa Donalda Hendersona.
U dva mjeseca je epidemija bila gotova. Ograničenja su potrajala još neko vrijeme, nakon pojave posljednjeg zabilježenog slučaja bolesti. Prema ovom događaju je snimljen film Variola vera.

## Povijest

### Uvod
Do 1972. cjepivo za velike boginje već je dugo bilo dostupno širom svijeta i za bolest se mislilo da je iskorijenjena u Europi. U Jugoslaviji cijepljenje protiv velikih boginja bilo je obavezno već 50 godina, a zadnji slučaj je prijavljen 1930. To je bio glavni razlog za sporu reakciju liječnika, koji nisu na vrijeme reagirali i prepoznali simptome bolesti.

### Izbijanje
Godine 1972. 38-godišnji muslimanski svećenik iz Damjana pokraj Đakovice na Kosovu, otišao je na hodočašće do Meke. Posjetio je i sveta mjesta u Iraku, gdje je bilo poznatih slučajeva velikih boginja. Vratio se kući 15. veljače. Iduće se jutro počeo osjećati slabo i umorno, ali je pripisao to dugotrajnom putovanju autobusom. Ubrzo je shvatio da ima neki oblik infekcije, ali nakon što je dobio groznicu i razvio osip, oporavio se, vjerojatno zato što se cijepio dva mjeseca prije.
Dana 3. ožujka, Latif Musa, 30-ogodišnji profesor koji je stigao u Đakovicu da bi sudjelovao u lokalnom zavodu za obrazovanje, osjetio se bolesno. Nije imao nikakvih direktnih kontakata sa svećenikom, ali je vjerojatno bio zaražen preko svećenikovih prijatelja ili rođaka koje su ga posjetili dok je bio bolestan ili prilikom prolaska pokraj svećenika na ulici.

### Reakcija
Do 22. ožujka, liječnici su shvatili da je Musa umro od velikih boginja. Reakcija vlade bila je brza i oštra. Proglašeno je izvanredno stanje. Vlasti su počele s blokadom sela i susjedstva bodljikavom žicom. Uvedene su zabrane javnih okupljanja, zatvorene su granice i zabranjena sva putovanja osim najnužnijih. Hotele je preuzela vojska, a u njih je smješteno 10.000 ljudi koji su možda bili u kontaktu sa zaraženima. Započelo je masovno cijepljenje koje je pomogla Svjetska zdravstvena organizacija. Donald Henderson, vodeći svjetski stručnjak za velike boginje, doveden je kako bi pomogao u novonastaloj situaciji.
Za dva tjedna cjelokupna je populacija ponovno cijepljena. Do sredina svibnja zaraza je zaustavljena i stanje se normaliziralo. Za vrijeme epidemije, 175 ljudi je oboljelo, a 35 ljudi umrlo od bolesti.

### Utjecaj na današnju epidemiologiju
Danas, kad se velike boginje smatraju jednim od mogućih oružja za bioterorizam, američke vlasti smatraju da bi ovako drastični koraci mogli biti poduzeti u slučaju napada. Samo 2 tjedna prije napada na WTC, CDC je objavio smjernice za borbu protiv moguće epidemije. Stručnjaci CDC-a tim dokumentom upozoravaju vlast da bi u slučaju epidemije bilo nužno uspostaviti karantene i dovesti u pitanje osnove ljudske slobode.
Stručnjaci su također istaknuli da bi SAD imao mnogo više problema s uspostavljanjem tako rigoroznih mjera nego komunistička Jugoslavija. Kada je došlo do epidemije velikih boginja u Munciu, gradu u Indiani, 1893. godine, vlasti su pokušale staviti grad u karantenu, a ljudi su se pobunili ograničavanju njihovih sloboda. Kada su bolnicu stavili u karantenu, ljudi su koristeći osobno naoružanje pobjegli, dok su drugi razvalili vrata ili odbijali uopće otići u bolnicu.